# Žitná (usedlost v Dejvicích)
Žitná je usedlost v Praze 6-Dejvicích v Šáreckém údolí. Spolu se sousední vilou Zuzanka (Mrázovka) je chráněna jako nemovitá kulturní památka České republiky.

## Historie
Před rokem 1667 spojil staroměstský měšťan Jiří Šmejdíř tři staré vinice v jednu o celkové výměře 19 strychů. K ní náležela štěpnice o rozloze 2,5 strychu. Po jeho smrti se vdova provdala za staroměstského měšťana Jiřího Žitníka, po kterém získal vinohrad s usedlostí jméno.
Žitnou koupil roku 1727 pekař a staroměstský měšťan Augustin Buchta; kromě obytného stavení s vinicí a štěpnicí k ní náležel lis, zahrady, pole a kopaniny, na zahradě dva včelí úly a hospodářská budova s kravami. Koncem 18. století měla pole rozlohu 6 jiter a zahrada 1 jitro, podle Stabilního katastru z roku 1840 již 9 jiter půdy - 5 polí, 2 zahrady, vinici, 7 pastvin a cestu.
Roku 1846 přikoupil další majitel pozemky a usedlost stavebně upravil. Již roku 1872 byl na oddělené části zahrady postaven nový dům s číslem popisným 132. V letech 1877-1885 držel Žitnou vrchní inženýr v Praze František Mráz, který dal na zahradě vystavět novorenesanční vilu nazvanou Zuzanka.
Původní usedlost byla opuštěna a její číslo popisné přešlo na novou vilu. Po roce 2000 byla zrekonstruována a obydlena. Zčásti se dochovala v původní podobě včetně malovaného trámového stropu.